# Ignazio Fiorillo
Ignazio Fiorillo (Napoli, 1715 – Fritzlar, 1787) è stato un compositore italiano, conosciuto come autore di opere serie, talvolta impreziosite dal libretto scritto da Pietro Metastasio.

## Biografia
Studiò musica al Conservatorio di Napoli, sotto la guida di Leonardo Leo e di Francesco Durante, e nel 1736 esordì con l'opera seria Mandane, rappresentata a Venezia. 
Due anni dopo, a Venezia, fu eseguita Partenope nell'Adria, "serenata" dedicata al re di Napoli Carlo di Borbone e a sua moglie  Maria Amalia di Sassonia. Fra il 1738 e il 1745 furono rappresentati sei "drammi per musica" da lui composti per i teatri di Milano, Venezia e Padova.
Intorno al 1745 compì vari tour europei come membro della compagnia di Filippo Nicolini (Teatro dell'Opera Pantomima).
Oltre l'attività teatrale, intraprese quella di compositore strumentale, dedicandosi sia alla musica sacra sia a quella profana, pubblicando in particolare una raccolta di Sei sonate per cembalo (Brunswick 1750). 
Nel 1754 si trasferì all'estero, ottenendo l'incarico di maestro di cappella, dapprima a Braunschweig e successivamente a Kassel (1772). Otto anni dopo si ritirò in pensione a Fritzlar.
Suo figlio Federico (1755-ca.1823) seguì le orme del padre diventando uno dei più importanti violinisti del suo tempo. Lavorò a Parigi, dove pubblicò il celebre Étudè pour le violon, fonnant 36 caprices, libro di carattere artistico-pedagogico, oltreché a Londra. 

Il figlio Johann Dominicus Fiorillo fu pittore e storico dell'arte, massone e a Gottinga ebbe contatti con importanti filosofi ed esponenti del romanticismo tedesco.
Tra i lavori principali di Ignazio Fiorillo annoveriamo: quattordici opere, un Requiem, tre Te Deum e un oratorio (Isacco).

## Composizioni principali

### Opere
- L’Egeste, (Carlo Pagani Cesa), melodramma per musica (1733 Trieste);
- Mandane, (Bartolomeo Vitturi), dramma per musica (1736 Venezia);
- Partenope nell’Adria, (Nicolò Bastiano Biancardi, Domenico Lalli), Serenata (1738 Venezia);
- L’Artimene, (Claudio Nicola Conte Stampa), dramma per musica (1739 Mailand);
- Il vincitor di se stesso, (Conte Antonio Zaniboni), dramma per musica (1741 Venezia);
- Vologeso, (Apostolo Zeno), dramma per musica (1742 Padova);
- L’Angelica, (Pietro Metastasio), dramma pastorale (1744 Padova);
- L’olimpiade, (Pietro Metastasio), dramma per musica (1745 Venezia);
- Astiage rè de’ Medi, (Matteo Noris, Apollonio Apolloni), dramma per musica (1749 Braunschweig);
- Adriano in Siria, (Pietro Metastasio), dramma per musica (1750 Braunschweig);
- Demofoonte, (Pietro Metastasio), dramma per musica (1750 Braunschweig);
- La Didone abbandonata, (Pietro Metastasio), dramma per musica (1751 Braunschweig);
- Siface, (Pietro Metastasio), dramma per musica (1752 Braunschweig);
- Alessandro nell’Indie, (Pietro Metastasio), dramma per musica (1752 Braunschweig);
- Il Ciro riconosciuto, (Pietro Metastasio), dramma per musica (1753 Braunschweig);
- Demetrio, (Pietro Metastasio), dramma per musica (1753 Braunschweig);
- Endimione, (Pietro Metastasio), Serenata (1754 Braunschweig);
- Lucio Vero, (Apostolo Zeno), dramma per musica (1756 Braunschweig);
- Nitteti, (Pietro Metastasio), dramma per musica (1758 Braunschweig);
- L’Ifigenia, dramma per musica (1759 Braunschweig);
- Pasticcio, (Fiorillo, Baldassare Galuppi);
- Ipermestra, (Pietro Metastasio), dramma per musica (1759 Braunschweig);
- Il Creso, (Giuseppe Gioacchino Pizzi), dramma per musica (1760 Braunschweig);
- Diana ed Endimione, (Pietro Metastasio), Pastorale;
- Artaserse, (Pietro Metastasio), dramma per musica (1765 Kassel);
- Andromeda, (Vittorio Amedeo Cigna-Santi), dramma per musica (1770 Kassel);

### Intermezzi
- L’amante ingannatore, intermezzo (1747 Praga);
- Li Birbi, (Antonio Zanetti), intermezzo (1748 Praga);
- Il finto pazzo, intermezzo (1748 Praga e Lipsia);
- Con la burla da dovero, intermezzo (1748 Praga);
- Il vecchio pazzo in amore, intermezzo (1748 Amburgo);
- Monsieur di Porsugnacco, intermezzo (1749 Braunschweig);

### Oratori
- Isacco figura del redentore, (Pietro Metastasio).
- Concerto per violino e orchestra n. 1